# Claire Hoffman
Claire Hoffman (Eugene, 24 febbraio 2000) è una pallavolista statunitense, schiacciatrice delle LOVB Salt Lake.

## Carriera

### Club
La carriera pallavolistica di Claire Hoffman inizia nei tornei scolastici dell'Oregon, ai quali partecipa con la Marist Catholic HS. Gioca poi a livello universitario in NCAA Division I, dove dal 2018 al 2022 indossa la casacca della Washington, ottenendo diverse certificazioni All-America.
Debutta nella pallavolo professionistica in Francia, quando nella stagione 2023-24 viene ingaggiata dal Béziers, in Ligue A. Nel corso della seguente annata sportiva disputa prima l'Athletes Unlimited 2024 e poi la League One Volleyball 2025, indossando la casacca della LOVB Salt Lake.

### Nazionale
Nel 2024 debutta nella nazionale statunitense durante la Coppa panamericana, dove vince la medaglia d'argento.

## Palmarès

### Nazionale (competizioni minori)
- Coppa panamericana 2024

### Premi individuali
- 2020 - All-America Second Team
- 2021 - All-America Third Team
- 2022 - All-America Second Team